# Dendragama dioidema
Dendragama dioidema — вид ігуаноподібних ящірок родини агамових (Agamidae). Ендемік Індонезії.

## Поширення і екологія
Dendragama dioidema мешкають в горах Барісан у провінції Ачех на півночі Суматри. Вони живуть у вологих гірських тропічних лісах. Зустрічаються на висоті від 1400 до 1937 м над рівнем моря. Самиці протягом року відкладають кілька кладок по два-чотири яйця.